# Tamás Jónás

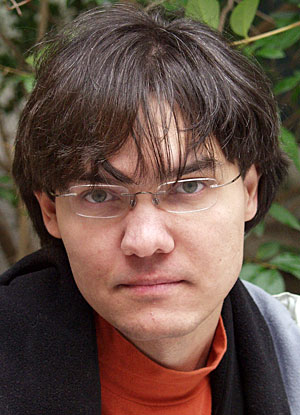
Tamás Jónás

Tamás Jónás [ˈtɒmaːʃ ˈjoːnaːʃ] (* 14. März 1973 in Ózd) ist ein ungarischer Schriftsteller.

## Leben
Jónás stammt aus einer Roma-Familie und wuchs bis zu seinem vierten Lebensjahr in der Gemeinde Csernely in Nordungarn auf. Dann wurde er zusammen mit seinen Geschwistern in einem Heim untergebracht. Im Alter von sechs Jahren kehrte er zu seinen Eltern zurück und die Familie zog nach Szombathely. Er besuchte dort das Gymnasium. Im Alter von sechzehn Jahren wurden erstmals Gedichte von ihm veröffentlicht. Zusammen mit János Lackfi gründete er das offene Internet-Literaturportal dokk.hu. Er war Mitarbeiter der Organisation Amaro Drom und von Rádió C. 1997 wurde sein erster Roman Cigányidők veröffentlicht, der starke autobiografische Züge hat.
Er publizierte bisher Gedicht- und Prosabände. In seiner Prosa finden sich Geschichten über Menschen, die am Rande der Gesellschaft leben (Sinti und Roma, Emotionslose und Arme), oft über Kinder und Frauen.
In Kritiken wird die Meinung vertreten, in seinen Schriften seien die Unregelmäßigkeiten, Ausbrüche, Übertreibungen und Verstümmelungen am interessantesten; ferner seine märchenhafte, soziographische, phantastische, manchmal balladenhafte Sprache sowie sein zurückhaltender, nüchterner Stil.
Jónás ist Arany-János-, Artisjus-, Soros- und Herder-Stipendiat. 2009 wurde er für seinen Gedichtband Önkéntes vak (Freiwillig blind) mit dem ungarischen Aegon-Artpreis (AEGON Művészeti Díj) ausgezeichnet.

## Werke
- ... ahogy a falusi vén kutakra zöld moha települ ... (... wie grünes Moos auf dem alten Dorfbrunnen ...). Gedichte. Szombathely 1994.
- Nem magunknak (Nicht für uns selbst). Gedichte. Szombathely: bár kiadó 1996.
- Cigányidők (Zigeunerzeiten). Erzählung. Szombathely: bár kiadó 1997.
- Fekete pipacsok (Schwarzer Mohn). Hg. Auswahl der zwischen 1991 und 1997 in der Zeitschrift Amaro Drom erschienenen Gedichte. Budapest 1998.
- Bentlakás (Internat). Gedichte. Budapest: noran kiadó 1999.
- Betyár volt-e Cigány Jóska? (War der Zigeuner Jóska ein Gauner?). Hg. Zigeunermärchen. Budapest: noran kiadó 1999.
- Éjszaka van (Es ist Nacht). Hg. Literarische Sondernummer der Zeitschrift Amaro Drom. Budapest 2000.
- Elmondom én (Ich erzähle). Multimedia-CD. Gedichte, Prosa im Vortrag des Autors. Budapest: noran kiadó 2001.
- Bánom, hogy a szolgád voltam (Ich bereue, dass ich dein Diener war). Erzählungen. Budapest: Romano Kher kiadó 2002.
- Senza tempo. Erzählung.
- Ő (Er/Sie). Gedichte. Budapest: Magvető 2003.
- Apáimnak, Fiaimnak (Meinen Vätern, meinen Söhnen). Erzählungen. Budapest: Magvető 2005.
- Önkéntes vak (Freiwillig blind). Gedichte, 2008

auf Deutsch erschienen:
- Als ich noch Zigeuner war. Aus dem Ungarischen übersetzt von Clemens Prinz. Kortina, Budapest 2006. ISBN 963-86269-6-8.
- Fünfunddreißig. Aus dem Ungarischen übersetzt von Clemens Prinz. Wien 2008.
- Geröll. Aus dem Ungarischen übersetzt von Anne-Marie Kenessey. Berlin 2021.